# Cyperus oxycarpus
Cyperus oxycarpus är en halvgräsart som beskrevs av Stanley Thatcher Blake. Cyperus oxycarpus ingår i släktet papyrusar, och familjen halvgräs. Inga underarter finns listade i Catalogue of Life.